# تشوهات قوامية
التشوهات القوامية، هي التشوهات التي تصيب قوام الإنسان. هناك عوامل مؤثرة مرتبطة بأمور مثل بالوراثة والجوانب النفسية والمرونة واستقامة أجزاء الجسم. هناك مسؤولية يقوم بها الوالدين والمعلمين ومدرسي التربية الرياضية لابد من القيام به تجاه النشء من أجل العناية لقوام سليم، كما أن هنك تدابير هامة وبرامج لتنمية الوعي القوامي. وللقوام علاقة بالصحة وهو يؤثر على الأجهزة الحيوية. تتسبب الأمراض والإصابات والعادات القومية والمهنة والوراثة والضعف العضلي والأدوات غير المناسبة والبيئة ونوعية الملابس والأحذية والتعب والإرهاق وغيرهم في انحراف وتشوه القوام.

## القراءات النظرية والدراسات السابقة
القراءات النظرية والدراسات السابقة (بالإنجليزية: Theoretical Background and Previous Studies)‏

### القراءات النظرية

#### نبذة تاريخية عن القوام Theoretical Background
إن الإنسان هو الكائن الوحيد الذي تمكن من رفع قامتة بعد زمن طويل ولكنه يشترك مع الحيوانات الأخرى في الشكل العام للجسم، فالجذع يتركب من حائط مستدير الشكل يكون أسطوانة رأسية مجوفة تنقسم إلى ثلاثة أقسام هي التجاويف الصدرية والبطنية والحوضية، ويفصل الأولى عن الثانية الحجاب الحاجز، كما تحوى جميعها الأجهزة الحيوية المختلفة، فالتجويف الصدرى يحوى الجهاز التنفسى والقلب، كما يحوى التجويف البطنى والحوضى كلاً من أجهزة الهضم والبول والتناسل.
وأول الحيوانات التي حاولت نصب قامتها هو نوع من القردة سكن الأشجار ويمثلة حيوان الجيبون (بالإنجليزية: Gibbon)‏ في جنوب شرق آسيا، وقد عُثر على حفريات هذه الحيوانات التي عاشت في العصور الجيولوجية القديمة قبل ظهور الإنسان، ولهذا الحيوان طرفان أماميان أطول وأقوى من الخلفيين لأن أغلب حركاتة كانت التنقل بين أعالى الأشجار مستخدماً في ذلك ذراعيه واتخذ جذعه الوضع المعتدل نتيجة للتعلق وقد كان في وقفتة وجلسته وتحركه يميل قليلاً للأمام.
وكان أول ظهور الأنثروبويد إيبس (بالإنجليزية: Anthropoid Apes)‏ كما يوضحه الجيولوجيون في العصر الأوليغوسيني (بالإنجليزية: Oligocene)‏ أي منذ ثلاثين مليون سنة تقريبا وهناك ثلاثة أنواع تشبة الأنسان في تركيب الجسم وهي:
- إنسان الغاب (بالإنجليزية: Orangutan)‏.
- الشيمبانزي (بالإنجليزية: chimpanzee)‏.
- الغوريلا (بالإنجليزية: Gorilla)‏.

فقد اعتادت نصب قامتها فقوى بذلك طرفيها الخلفين لكثرة استخدامها في التحرك على الأرض. ولقد استدعى الانتقال للوضع المعتدل عملاً كبيراً من عضلات البطن وعضلات العمود الفقرى والعجز. (17: 4,3)

#### القوام المعتدل مفهومه، مبادئه، أهميته

##### مفهوم القوام المعتدل
يرى محمد عادل، محمد جابر (1997م) أن هناك عدد غير محدود من المفاهيم الخاصة بقوام الجسم الإنسانى وتفسيراته المميزة له. فالقوام قد يعنى خاصية فردية بالنسبة للعلماء فقد يرى علماء الأنثروبولوجى البدنى القوام على أنه إشارة لتطور تاريخ السلالات، أما نظرة الجراحين وأخصائي العلاج الطبيعى تختلف، حيث يروا أن القوام يعطى إشارة لصحة الهيكل العظمى والنظام العضلى، أما بالنسبة لعلماء الحركة فيعنى القوام بالنسبة لهم معياراً أو مقياساً للكفاءة الميكانيكية، والإدراك الحسى حركى، والتوازن، والتوافق العصبي العضلى. (34:14)
وأكد مجدى الحسينى (2007 م) أنه للوصول إلى اعتدال القوام يجب أن تتوافر بعض النقاط:
1. الاعتدال (بالإنجليزية: Erectness)‏: والاعتدال عامل هام لكى نقاوم عمل الجاذبية الأرضية التي تشدنا إلى أسفل باستمرار فيجب أن ننبه الأطفال دائما بالتنبيهات التالية «إفرد ظهرك، وإرفع رأسك، ذقنك للداخل» حتى يشب الطفل وقد اعتاد الاحتفاظ بالقوام المعتدل مما يجعله أكثر قدرة على الاحتفاظ به في المراحل العمرية المتقدمة (انظر شكل رقم 1).
2. التوازن (بالإنجليزية: Balance)‏: ونحتاج للاحتفاظ بالقوام المعتدل إلى توزيع ثقل الجسم على القدمين بالتساوى حيث أن القدمين صغيرتان في مجموعهما بالنسبة لثقل وطول الجسم على أن يكون الثقل على القدم الواحد في المنتصف بين العقب ووسادة القدم (على العظم القنزعى).
3. التناسق (بالإنجليزية: Harmony)‏: لابد للقوام الجيد من أن يكون التناسق بين أجزاء الجسم تاماً وينبغى أن يقوم مركز جاذبية الأرض في خط مستقيم عمودى يبتدئ من الأذن ماراً بمفصل الكتف ومفصل الحوض خلف الركبة واقعاً أمام الكعب الخارجى بحوالى بوصة أو بوصة ونصف.
4. السهولة (بالإنجليزية: Easiness)‏: يجب أن تكون القامة المعتدلة المتزنة المتناسقة على جانب كبير من السهولة والإسترخاء عند اللزوم وبأقل قدر ممكن من المجهود بحيث يمكن أن يحفظ اعتدال القامة لمدة كبيرة بدون تعب أو شد على العضلات ويمكن الحفاظ على الاعتدال بتقوية العضلات ونشاطها وإحساسها. (26:15,14) ويؤكد محمد صحبى (1996م) أنه بالرغم من تطور النظرة إلى القوام فإلى عهد ليس بالبعيد كان القوام يكون من وضع الوقوف فقط، ولكن لوحظ أن كثيراً من الناس يملكون قواماً معتدلاً في وضع الوقوف، لكن عند الحركة تظهر عيوب خطيرة في القوام، لذلك أصبحت القياسات الحديثة للقوام تتضمن قياس الجسم في الوقوف والجلوس والرقود والحركة. (32: 150)

وأشارت كلاً من زينب عبد الحميد، ناهد أحمد (2000م) أنه يمكن الاحتفاظ باعتدال القامة والقوام عن طريق مراعاة صحة الفرد والمبادرة إلى علاجة، ومراعاة الحالة النفسية، وممارسة التمرينات الرياضية وعلاج العادات القوامية الخاطئة. وبتحديد القوام يجب الاهتمام بوضع الرأس، والطرف العلوى والطرف السفلى وشكل العمود الفقرى وزاوية ميل الحوض وشكل القفص الصدرى والبطن. ويتوقف القوام على حالة الجهاز العصبي والعضلى ودرجة نمو عضلات الرقبة والصدر والظهر والبطن، وقدرة العضلات على الانقباض، والعمل العضلى المتوازن الذي تقوم به المجموعات العضلية المقابلة في الجذع والأطراف العليا والسفلى، وكذلك مرونة الأقراص الغضروفية بين الفقرات والأربطة. (16:10)

##### مبادئ القوام المعتدل
وسوف نوضح المبادئ التي ترتبط بميكانيكية «آليات» الاحتفاظ بحالة القوام المنتصب.
حيث أشار كلاً من محمد عادل، محمد جابر (1997م) أن انضباط وانتظام الحالة الوضعية للقوام يكون بالفعل المنعكس اللاإرادى (بالإنجليزية: Reflex action)‏ في جزء، وفي جزء آخر بالمجهود الإرادى.
وذلك أن:
- المثيرات والمنبهات التي تنشأ في الرؤية (بالإنجليزية: Vision)‏، أو من القنوات النصف دائرية (الهلالية) (بالإنجليزية: Semicircular canals)‏، ومن مطاطية العضلات ضد الجاذبية الأرضية، ومن الضغط الواقع على أخمص القدم وكذلك زيادة الشدة أو النغمة العضلية للعضلات العاملة ضد الجاذبية، من أجل الاحتفاظ بانتصاب القوام دون الحاجة للتعلم الشعورى.
- كما أنه يمكن حدوث تلك الضوابط بشكل إرادى (بصورة مؤقتة) بنفس الأليات التي عن طريقها تتم كل الحركات اللاإرادية، وهذه الضوابط ضرورية داخل الحدود التركيبية للفرد.
- أيضا يمكن حدوث تغيير في عادات الأنماط القوامية، ولكن بصورة تدريجية وبنفس الأسلوب أو الوسيلة التي تتم بها تغيير أو تبديل العادات العضلية العصبية، ويجب أن نعرف أن هذه العملية بطيئة حتى يتم التحكم في المسارات العضلية العصبية.
- ولإنجاز أو إتمام ذلك تستخدم طرق وأساليب خاصة عن طريق تكرار تمرينات معينة تختار بدقة على أن تؤدى بطريقة سليمة مع التركيز على أن يكون الفرد منتبهاً بشكل متواصل.
- ويعتقد أخرون أن إعادة بناء وتدريب المسارات العصبية العضلية الضرورية يمكن أن تتم فقط بطريقة غير مباشرة وذلك بالتأثير على استجابات العضلات العصبية عن طريق العمليات الفكرية، ذلك أن المفاهيم التدريبية الذهنية أو الفكرية مفيدة لهذا الغرض.
- ومازال البعض ينشدون وضع عادات قوامية جديدة، وذلك بممارسة حركات يعتقد أنها تطور لرد الفعل اللاإرادى للقوام الطبيعى. وتلك الآراء تدرك أن وضع أنماط قوامية جديدة يمكن أن يحدث فقط داخل حدود التركيب الوراثى للفرد.
- إن الإحساس والإدراك الحركى يبدو أنهم عامل حيوى في ميكانيكية تأسيس وضبط أنماط القوام. فهناك علاقة دالة معنوياً بين الإدراك الحسى حركى والحالة القوامية للفرد.(34:16,15)

##### أهمية القوام المعتدل
لقد أشارت حياة عياد، صفاء صفاء الدين  (1995م) أن القوام الجيد من الأمور الهامة التي تؤثر على حياة الفرد وصحته وأدائه لعمله وإنتاجه. ومسؤلية مدرس التربية الرياضية هي مراعاة النمو الطبيعى للقوام في جميع مراحل النمو حتى يصل إلى مرحلة الشباب بقوام معتدل سليم حتى ينشأ جيل صحيح قوى قادراً على العطاء. (14:8) 
واستطاع الكثير من العلماء تحديد القوام بكل أبعادة وجوانبة ووضع الكثير من التعريفات التي تستخدم «كمحك مرجعى يكون الأساس في التعامل مع القوام» كحد قول صبحى حسانين.
ويرى مجدى الحسينى (2007) القوام المعتدل بأنه نتاج التناسق والتوازن بين أجهزة الجسم المختلفة خلال مختلف حركات الجسم البشرى أثناء السكون أو الحركة وفي جميع الأوقات بحيث لا يتطلب ذلك أي مجهود بدنى يذكر على الفرد وأجهزته المختلفة بحيث يتحقق معه الأوضاع التشريحية السليمة. (26:14) 
وترى حياة عياد، صفاء صفاء الدين (1995م) أن القوام الجيد هو الجسم المعتدل والذي يكون هناك فيه حالة توازن ثابتة بين القوة العضلية له والجاذبية الأرضية، وتكون ترتيب العضلات والعظام في وضع طبيعى بحيث تحفظ انحناءات الجسم الطبيعية دون أي زيادة أو نقصان حتى يقوم الإنسان بعمله اليومى ويؤدى جميع الحركات التي يحتاج لها دون أي تعب وبسهولة وأقل مجهود. (14:9)
ويعرف بعض العلماء القوام المعتدل بأنه وجود كل جزء من أجزاء الجسم في الوضع الطبيعى المتناسق مع الأجزاء الأخرى بحيث تبذل العضلات أقل جهد ممكن معتمدة على نغمتها العضلية للاحتفاظ بالأوضاع القوامية السليمة. (26:14)
ويعرفه محمد صبحى، محمد عبد السلام (1995م) نقلاً عن ماجنيس (بالإنجليزية: Magnus)‏ بأنه عملية حية نشطة، فهو نتاج لعديد من الانعكاسات العصبية يتميز معظمها بنغمة خاصة. (31:32)
وعرف فراج عبد الحميد (2005م) القوام بأنه المظهر العام للجسم المعتدل المستقيم المتزن ويتكون القوام السليم للفرد من عمل العضلات على العظام وباقى أجهزة الجسم للحفاظ على استقامة واعتدال الجسم ضد الجاذبية الأرضية. (25:13)

#### العوامل المؤثرة في القوام المنتصب
يتأثر الفرد بالعديد من العوامل الميكانيكية والفسيولوجية والنفسية، بعضها وراثى، وبعضها ناتج عن احتكاك الفرد بالبيئة، ومن هذا المنطلق يوجد بعض العوامل التي تؤثر في القوام المنتصب.

##### عوامل متعلقة بالاستقرار Stability Related Factors
وترى كلاً من حياة عياد، صفاء صفاء الدين (1995م) مظاهر القوام الجيد كالأتى:
- أن يكون هناك اعتدال في وضع الرأس بحيث تكون الذقن للداخل والنظر للأمام.
- أن يكون الكتفان في الوضع الطبيعى والذراعان بجانب الجسم والكفان مواجهان للداخل (مواجهان للفخذين).
- أن يكون الصدر مفتوحاً مع حرية التنفس.
- تكون زاوية الحوض صحيحة من 55:60 درجة مع قبض عضلات البطن للداخل.
- يرتكز الجسم على القدمين بالتساوى ويكون مشط القدم متجهاً للأمام والأصابع متجهة للأمام وكذلك الردفتان. (14:11)

##### عوامل مرتبطة بإستقامة أجزاء الجسم Factors Related To Alignment Of Body Segment
أشار كلاً من محمد صبحى، محمد عبد السلام (1995م) نقلاً عن شتيندلر (Steindelr) (1973م) إلى أن الإتزان السلبى لجسم الإنسان (أي الذي لا يبذل فيه أي جهد عضلى) هو أمر محال. لكون لا يوجد أي فرد يستطيع صف أجزاء جسمه فوق بعضها البعض بحيث تقع مراكز ثقل الوصلات أو المفاصل التي تربط بينها جميعاً على خط واحد. (31:108)
وتفسير الباحث لمفهوم القوام المثالى وبعد تنفيذ إجراءات البحث أننا نستطيع تحقيقة برسمة على الورقة بالقلم ولا يمكن تحقيقة على أرض الواقع ولكن نستعين بشكل القوام المثالى لنستخدمة كمحك يمكن الاستعانة به للحكم على قوام الإنسان ومعرفة نقاط وأماكن الخلل في قوامه والعمل على علاجها.

##### عوامل مرتبطة بأثر الوراثة Factors Related to Heredity
تتدخل العوامل الوراثية في القوام بشكل كبير، وليس أدل على ذلك أكثر من طفل ينشأ ويكبر دون أن يرى أباه ولو لمرة واحدة، ولكن عندما يكبر تجده يملك نفس قوام الأب تقريباً سواء كان ذلك أثناء سكونه أو حركته.
لذا عند محاولة إصلاح قوام الفرد من خلال التمرينات يجب مراعاة أن هناك حدوداً يصعب تخطيها، وهذا لا يعنى بالطبع عدم إمكانية الوصول لأى تحسن في شكل القوام، ولكن هذا يعنى أيضاً أن التحسن الممكن سيكون في نطاق تلك الحدود الوراثية.
إلى جانب الحدود الوراثية هناك بعض الإصابات المرضية التي قد تصيب الفرد فتؤدى إلى تغيرات في قوامه ليس للبيئة أو الوراثة دخل فيها، ومن أمثلة هذه الأمراض سل العمود الفقرى (بالإنجليزية: Tuberculosis of the spine)‏، وشلل المخ (بالإنجليزية: Cerebral palsy)‏. (31:113)

##### عوامل مرتبطة بالقوة والمرونة Factors Related to Strength and Flexibility
يرى كلاً من محمد عادل، محمد جابر (1997 م) أن القوة والمرونة من العوامل الهامة في القوام، حيث نجد أن تمرينات القوة والمرونة تشتمل عليها معظم البرامج المعالجة للانحرافات القوامية. وأيضا قياسات القوة والمرونة التي تشتمل عليها الاختبارات القوامية.
وقد ظهرت أهمية أو تأثير كلاً من عضلات البطن، والعضلات المقربة للوح، والعضلات المادة للمنطقة الصدرية، وعضلات خلف الفخذ.(34:21)

##### عوامل مرتبطة بالجوانب النفسية Factors Related Psychological Aspects
ليست كل مشاكل القوام يمكن أن ترجع إلى عوامل أو أسباب بيئية أو وراثية، ولكن هناك من هذه المشاكل التي هي انعكاس لبعض المتاعب النفسية، أو الاضطرابات الانفعالية في الشخصية. فالرأس المدلاة والأكتاف الساقطة لبعض الفتيات أثناء مرحلة البلوغ ترجع إلى الخجل وعدم الثقة في النفس. (31: 115)

#### كيف نحتفظ باعتدال القوام
ترى حياة عياد، صفاء صفاء الدين (1995م) أنه لكى نوضح كيفية المحافظة على اعتدال القوام يجب أن يكون هناك أسس يرتكز عليها ذلك ومن هذه الأسس:-
- مراعاة صحة الفرد والمبادرة في علاجه.
- يجب أن يتوفر له الغذاء الكامل الذي يحتوى على جميع العناصر التي يحتاجها الجسم الصحيح.
- ولا ننسى الحالة النفسية التي يجب أن يكون عليها الفرد. فيجب أن يشعر بالسعادة والثقة بالنفس. وهناك بعض النقاط التي لا تقل أهمية عن ما سبق:
- 2/1/4/1 أن يقوم الفرد بتمرينات رياضية لجميع أجزاء الجسم وعضلاته وأربطته ومفاصله.
- 2/1/4/2 يجب أن يكون الجهاز العصبي سليماً مع زيادة التوافق العضلى العصبي حتى يتخذ الجسم الوضع الصحيح.
- 2/1/4/3 يجب أن تقوم الأجهزة الداخلية كالقلب والرئتين والغدد الصماء بوظائفها على خير وجه.
- 2/1/4/4 يجب تخصيص أوقات لراحة الجسم.
- 2/1/4/5 اختيار الملابس الصحية المناسبة وخصوصاً أثناء النمو.
- 2/1/4/6 يجب معالجة العادات السيئة التي يعتادها الفرد كالوقوف على رجل واحدة أو الانحناء أثناء الكتابة. (14:10,11)

#### اعتدال القوام في الأوضاع الأساسية
يرى أحمد إبراهيم (1999م) أن جسم الإنسان يتخذ خلال حياته اليومية بعض الأوضاع الرئيسية والأساسية لتحركاتة منها الوقوف، الجلوس، المشى وهناك بعض المتطلبات الأساسية التي يجب توافرها في كل وضع يتخذه الجسم حتى يصبح القوام سليماً خالياً من الانحرافات. (4:35)

##### اعتدال القوام من وضع الوقوف
ونستطيع الوصول إلى وضع الوقوف الصحيح بمراعاة الأتى:
- أن يرتكز الجسم على القدمين معاً وهما متوازيان ومتجهان للأمام.
- أن تمتد الركبتان وتشد قليلاً (بحيث لا يندفع الحوض للخلف) (انظر الشكل رقم 2).
- الاهتمام بزاوية ميل الحوض مع مراعاة عمل العضلات البطنية والعضلات المتصلة بأسفل العمود الفقرى وذلك لأن القامة الخاطئة تنشأ غالباً من دفع الطفل عجزه للأمام ويزداد بذلك انحناء التجويف القطنى وتبرز البطن ويصحب ذلك رفع الصدر ودفع الكتفين للخلف. دفع الطفل عجزه للخلف يسبب انحناء الجسم في المنطقة الظهرية للأمام ويصبح الصدر مضغوطاً والرأس مائلاً للأمام.
- بقاء الانحناءات الطبيعية في العمود الفقرى في وضعها الأصلي والمحافظة على المسافة بين الكتفين الذين هما نقطتى تعلق الذراعين فلا يغالى في دفعهما للخلف لا يسحبان للأمام، ولأن الانحناءات الطبيعية في العمود الفقرى هامة جداً للمحافظة على وضع الأحشاء الداخلية في التجاويف الصدرية والبطنية والحوضية وكذلك وضع الرأس والذقن.
- أن يسقط الكتفين بثقلهما وتتعلق الذراعان بحرية ولا يكون هناك أي تصلب في مفاصل الكتفين حتى تقوم عضلات الصدر والظهر بعملهما وتثبيت اليدان بجانب الجسم ويواجة الكفان للداخل.
- الانحناء العلوى الأمامى الطبيعى في العمود الفقرى عند الرقبة يجعل الرأس مرفوعاً والنظر للأمام والذقن للداخل في حالة المحافظة على هذا التقوس طبيعياً، وأما إذا زاد الانحناء فيه، برزت الذقن للأمام وإذا قل الانحناء سقط النظر لأسفل، ويجب أن يكون المستقيم الواصل بين الأذن والكتفين وعظمة الحرقفة والركبة ونقطة أمام العقب مائلاً قليلاً للأمام.
- أن يكون الوضع طبيعياً غير متكلف.
- أن يكون التنفس حراً طليقاً. (17:18، 19)

##### اعتدال القوام من وضع المشى
وترى صفية عبد الرحمن (1997م) أن اعتدال القوام من المشى يكون كما يلى:
يتشابه وضع الجسم أثناء المشى في أوضاع الرأس والرقبة والجذع مع وضع الجسم أثناء الوقوف:
- 2/1/5/2/1 تحرك الذراعين بسهولة عكس حركة الرجلين والكفان يواجهان الفخذين.
- 2/1/5/2/2 مراعاة اتجاه القدمين للأمام وليس لأى جانب.
- 2/1/5/2/3 يلامس كعب القدم الأمامية سطح الأرض أولاً قبل أن ينتقل وزن الجسم من القدم الخلفية بالدفع من الأصابع.
- 2/1/5/2/4 يكون العمود الفقرى مستقيماً عند النظر إليه إلى الأمام أو من الخلف وعند النظر إليه من الجانب يجب أن تظهر انحناءات العمود الفقرى طبيعية دون زيادة أو نقص فيها. (20:45)

ويرى محمد صبحى، محمد عبد السلام (1995م) أن الغرض من المشى هو الانتقال للأمام، وعلى ذلك يجب عدم تبديد أي جزء من الطاقة في حركات الجانبين (في المستوى الأمامى / الخلفى) وكذلك يجب أن تقتصر الحركة على الأطراف العليا والسفلى (للذراعين والرجلين) وتقليل حركة الجذع لأدنى مستوى من أجل الاقتصاد في الجهد أيضاً. مرجحة الرجلين يجب أن تكون للأمام مباشرة، مع الحفاظ على بعض القبض من مفصل الركبة، حيث يقلل ذلك من الجهد المبذول في مرجحة الرجل نتيجة لصغر حجم القصور الذاتى، ويساعد على سرعة حركتها أيضاً (قانون بقاء كمية الحركة الزاوية)، بمعنى أن مرجحة الرجل يجب أن تتم من الفخذ، في أثناء المرجحة نشد أصابع القدم للأمام، ويتم الهبوط بخفة على العقب ثم ينقل وزن الجسم إلى الحدود الخارجية للقدم، ثم إلى مقدم القدم بحيث تشعر بالضغط على الأرض من خلال الأصابع. فيقوم الأصبع الكبير بدفع الأرض لتنهى مرحلة الاستناد، وتبدأ مرحلة المرجحة من جديد. ويلاحظ أن حركة القدمين تكون موازية لبعضهما البعض والمسافة الأفقية بينهما تكون في حدود بوصتين.(انظر شكل رقم 3)
وطول الخطوة يتوقف على عدة عوامل هي:
1. طول الرجل.
2. سرعة المشى.
3. الملابس التي يرتديها الفرد (بنطلون، جلباب..). (31: 126,127)

##### اعتدال القوام من وضع الجلوس
إن التقدم التكنولوجى حول الناس إلى شعب من الجالسين فقد أصبح وضع الجلوس في هذا العصر أكثر شيوعاً من وضع الوقوف. (31: 118)
وتتفق كلاً من نجلاء إبراهيم (1993م)، صفية عبد الرحمن (1997م) على أن وضع الجلوس الصحيح يجب أن يتوافر فيه الأتى:
- يتشابه وضع الجلوس في أوضاع الرأس والرقبة والجذع مع وضع الوقوف الرأس منتصبة للأمام والذقن للداخل مع استواء الكتفين وانبساطها على ظهر المقعد في وضع مريح.
- أن يكون الظهر مستقيماً وملاصقاً للكرسى.
- يجب أن تحمل قاعدة الكرسى وزن الجسم كاملاً، وأن يجلس الفرد على طول فخذه.
- وضع القدمين على الأرض واتجاه المشطين للأمام. (38: 91)، (20:44)

ويرى كلاً من محمد صبحى، محمد عبد السلام (1995م) أن اتخاذ وضع الجلوس على المقعد ووضع الجلوس أثناء الجلوس والنهوض من على المقعد يتم كالأتى:
- إتخاذ وضع الجلوس على المقعد: يجب أن يقترب الفرد من المقعد بزاوية من الجانب الأيمن أو الأيسر وأن يلامس مقدمتة بسمانة الساق وهو يستدير لوضع الظهر عليه، مع مراعاة استقامة الرأس والرقبة مع الظهر أثناء حركة المقعد للخلف نتيجة لثنى الفخذين والركبتين يجب أن يميل الفرد بالجسم للأمام قليلاً، مع نقل الوزن على الرجل الخلفية أثناء خفض الجسم للجلوس على المقعدة نتيجة لقوى الجاذبية الأرضية (انظر شكل رقم 4).
- أثناء الجلوس: يجب المحافظة قدر الإمكان على استقامة الرأس مع الرقبة والجذع والبطن للداخل مع عدم إعاقة التنفس ومحاولة الجلوس على عظمتى الحوض مع ارتخاء الكتفين، أما الرجلان فيمكن أن تتقاطعا فوق مستوى الركبة أو عند مستوى الكعبين، ولكن يجب تجنب تقاطع الرجل عند مستوى الركبة أو سمانة الساق. إذا كانت الرجلان طويلتين نسبياً، أو كانت الملابس لا تسمح بتقاطع الرجلين (بالنسبة للسيدات مثلاً) فيمكن وضع عقب أحد القدمين فوق مقدم القدم الأخرى، وفي هذا الوضع تكون الركبتان متلاصقتين، ويمكن وضع الكفين بارتخاء على الفخذين، أو واحدة على يد المقعد والأخرى على الفخذ (انظر شكل رقم 5).
- النهوض من المقعد: النهوض من المقعد عكس عملية الجلوس على المقعد، إذا كان من الضرورى الميل إلى الأمام فيمكن أداء ذلك ولكن في محاولة واحدة، وذلك عن طريق أحد القدمين تحت المقعد للخلف بقدر الإمكان، يلى ذلك الميل للأمام قليلاً من منطقة الفخذين، مع الاحتفاظ بوضع ثنى الفخذين للأمام، والصدر والرأس لأعلى. يلى ذلك الدفع لأعلى عن طريق بسط ركبة وقدم الرجل الخلفية، ونقل وزن الجسم من القدم الخلفية إلى الأمامية عن طريق استخدام العضلات الباسطة للركبة (عضلات الفخذ) في الضغط على الأرض بالكعبين، بالنسبة للذراعين يمكن وضعها على يدى المقعد للمحافظة على التوازن مع تجنب الدفع بهما. (31:120- 123)

#### ميكانيكية الجسم وأثرها على القوام
ويرى عباس الرملى واخرون (1981م) أن تمييز وإدراك ميكانيكية الجسم في السنوات الأولى من حياة الطفل له أهمية بالغة لأنه يستمر بعد ذلك ليصبح عادة.
وقد أكد هاولاند (Howland) أن البالغين يستمرون في الحركة بالطريقة التي إعتادوها في طفولتهم وعلى ذلك فإن مرحلة الطفولة من الأهمية بحيث يجب الاهتمام بها في تطوير المبادئ الحركية الأساسية التي تنفع الفرد وتفيده في شق طريقة بدقة ونجاح.
وفي الماضى كان الاهتمام بالقوام الثابت كما في الوقوف والجلوس ولم يكن هناك أي اهتمام بالقوام في حالة الحركة وقد ثبت خطأ ذلك بصرف النظر عما إذا كان الشخص يجرى للحاق بالأتوبيس أو راكباً أو جالساً لمشاهدة المباراة فإن ميكانيكية الجسم وكيفية حركتة يجب أن تكون في الاعتبار الأول.
وجسم الإنسان يخوض معركة مع جاذبية الأرض والقوام هو نتيجة هذه المعركة وشد جاذبية الأرض المتواصل للجسم أحد الأسباب التي تجعل منه هذا الشكل سواء كان القوام رديئاً أم جيداً. (21:17,16)
وأشار كلاً من محمد صبحى، محمد عبد السلام (1995م) أن 75% تقريباً من مجموع شباب الولايات المتحدة يمكن اعتبارهم من ذوى النقص المتفاوت من حيث ميكانيكية الجسم.
وفي دراسة أخرى أجريت أيضاً في أمريكا على 1086 طفلاً من ولايتى شيكاجو وألينوى تبين فيها:
- 36% ذوى قوام ردئ.
- 46% لديهم تشوهات في أقدامهم.
- 38% عضلاتهم رخوة ومترهلة.
- 15% لديهم تشوهات في العمود الفقرى.
- 73% لديهم تشوهات في أقدامهم.

ومن المهم أن نعلم الصغار ماهية القوام الصحيح وكذلك ما يمكن اعتباره قواماً رديئاً، كما يجب حثهم على العمل لتحسين أوجه النقص في تشكيل أجسامهم، ويلزم أن يكون ذلك نظرياً وعملياً. (31:250)

#### أثر القوام على التلميذ
تؤكد نتائج دراسة دايمشيم (Dimshim) (1998م) على أن هناك علاقة وثيقة بين الانحرافات القوامية وبعض العوامل البدنية والوجدانية لدى أطفال المدارس وهناك علاقة عكسية بين الذكاء والعيوب الجسمية فالقوام الجيد يحتاج إلى يقظة عقلية. (46: 102)

##### أثر القوام المعتدل على التلميذ
يتفق كلاً من إقبال رسمي (1990م)، إياد محمد (2000م)، إبراهيم سعد (2004م) أن القوام المعتدل يمتد تأثيرة على جوانب عديدة للفرد منها الناحية النفسية والصحية والجمالية، فالقوام المعتدل يزيد الفرد من شعورة بالثقة بالنفس وقوة الشخصية وتمتعة بالصحة الجيدة لقيام أجهزتة بوظائفها بدرجة كبيرة من الكفاءة ويعطى الفرد أيضاً الإحساس بالجمال والمظهر اللائق وتأدية كل حركاتة اليومية بطريقة منسقة ومتوافقة. (8: 6)، (11:10)، (2:24) 
ويرى الباحث أن اعتدال القوام يعبر عن اعتدال الحياة وتنمية الجوانب المحيطة بالتلميذ بطريقة صحية سليمة وذلك كالأتى:
- يقوم القوام المعتدل بدورة في توفير الطاقة لصاحبة حيث أن القوام الردئ يستهلك طاقة أكبر في أداء الواجبات البدنية.
- يعطى الثقة بالنفس وذلك عن طريق تباهى التلميذ بقوامة الجيد.
- يعكس نجاح التلميذ على المستوى الشخصى وقدرتة على التحكم في نفسة والارتقاء ببدنه.
- القوام الجيد مهم جداً للعاملين بمجالات التربية الرياضية حيث يعتبر الأخصائي الرياضي قدوة للتلاميذ واللاعبين من حيث الجانب البدنى وجميع الجوانب الأخرى.
- يعتبر اعتدال القوام هو الوقاية المطلوبة لجميع التلاميذ من الإصابة بالاختلالات القوامية ومن ثم التشوهات القوامية البنائية والكثير من الإعاقات والأمراض الأخرى.
- الحفاظ على كفاءة الأجهزة الحيوية في العمل.

##### أثر القوام السيئ على التلميذ
يذكر كلاودين (Claudine) (1998م) أن قلة الحركة وعدم ممارسة الرياضة والعادات الغذائية السيئة وعدم خبرة العائلة بكيفية التعامل مع أطفالهم يزيد من الأثار السلبية ويؤدى إلى انحرافات قوامية ومشاكل صحية متعددة مثل السمنة والشعور بالاكتئاب والانطواء، لذلك يجب إعداد برامج تمزج بين التمرينات العلاجية وبرامج التغذية وإعطاء هذه البرامج الأولية في البرامج المدرسية. (43:532)
ويرى محمد صبحى، محمد عبد السلام (1995م) أن القوام السيئ عادة يكون مصحوباً بالقئ الدورى، والإمساك، وحدوث صداع مزمن عند قاع الجمجمة، والقلق والتوتر وقلة الوزن، والإجهاد السريع، وقلة مناعة الجسم ضد الأمراض، وتناقص سعة الرئتين، وضعف الدورة الدموية، وحدوث اضطرابات معوية، وعدم الانتظام في الإخراج. هذا علاوة على ضعف الثقة في النفس واحتمال ظهور ميول عدوانية ساخطة على الآخرين. والعادات القوامية الخاطئة من أبرز عوامل انتشار الانحرافات القوامية، وتقليل كفاءة الجسم الميكانيكية، وضعف الوظائف الحيوية لأجهزة الجسم. (31: 6,7)
ويرى الباحث أنه يمكن تلخيص أثر القوام السيئ على التلميذ في النقاط التالية:
- القوام السيئ يؤثر على التلميذ بالسلب ويصيبة بالتشاؤم بعد فشلة في الوصول إلى قوام جيد معتدل.
- يؤثر على الأجهزة الحيوية ويقلل من كفاءتها.
- يقلل من إنتاج التلميذ في عملة حيث أن القوام السيئ يستنفذ طاقة أكبر من القوام المعتدل للقيام بالواجبات الحياتية.
- لا يشعر صاحب القوام السيئ أنه القدوة التي يجب أن يحتذى بها الأخرون خاصة في المجال الرياضي.
- العادات القوامية الخاطئة تؤدى إلى ظهور اختلال قوامى يعيق حركة التلميذ وعندما يتعود على هذه العادات الخاطئة يصبح الاختلال تشوه بنائي يصعب علاجة بالتمرينات العلاجية ويتطلب التدخل الجراحى.
- يقوم القوام السيئ بالتأثير على الجانب النفسى للتلميذ بالسلب.
- التلميذ صاحب القوام السيئ غير مقبول اجتماعياً.

#### أوجه القوام الثلاثة
ويرى كلاً من أسامة كامل وأخرون (1994م) مواصفات أوجه القوام الثلاثة (الجيد – المناسب – الضعيف) كالأتى: (انظر شكل رقم 6) 
- حالة القوام.
- أجزاء الجسم.
- القوام الجيد.
- القوام المتوسط (المناسب).
- القــوام الردئ (الضعيف)
- الرأس: الرأس لأعلى- الذقن للداخل- النظر للامام- إتزان الرأس على الكتفين بحيث يكون طرف الأذن أعلى الكتف مباشرة.	ميل الرأس للأمام قليلاً- طرف الأذن يبعد قليلاً من أعلى الكتف.	النظر للأمام والنظر لأسفل- طرف الأذن يبعد كثيراً عن أعلى الكتف.
- الصدر والكتفان: الصدر لأعلى قليلاً- الكتفان للخلف.	انخفاض الصدر قليلاً.	بروز البطن خارجاً وارتخاء جدارها واتجاه الحوض لأسفل بشكل ملحوظ.
- البطن والحوض: الجزء السفلى للبطن للداخل ومسطح قليلاً- زاوية الحوض مع الجذع طبيعية. البطن للداخل ولكن غير مسطح - اتجاه الحوض لأسفل أماماً قليلاً. بروز البطن خارجاً وارتخاء جدارها واتجاه الحوض لأسفل بشكل ملحوظ.
- الظهر: تقوس طبيعى في أعلى الظهر وتجويف طبيعى في أسفله (القطن). زيادة قليلة ملحوظة في انحناءات الظهر. زيادة انحناءات الظهر بشكل مبالغ فيه لأعلى الظهر والقطن.
- الركبتان: الركبتان غير متصلبتين. اتجاه الركبتين للخلف قليلاً. الركبتين للخلف كثيراً ووجود تقوس سواء (للداخل أو للخارج أو للخلف).
- وزن الجسم: وزن الجسم موزع بالتساوى على كلا القدمين والأصابع متجهة للأمام. وزن الجسم مرتكز للخلف على العقبين قليلاً. التوزيع الغير سليم لوزن الجسم يمكن ملاحظتة في شكل القدمين. جدول (1) (6:288)

#### تطور القوام في مراحل النمو
تطور القوام لا يحدث مستمراً وبصورة منتظمة منذ الولادة حتى سن النمو، إنما يظهر هذا النمو ببطء أحياناً وبسرعة أحيانا أخرى. لذلك من المهم أن نعرف مميزات مراحل النمو المختلفة، ففى ذلك أهمية كبرى لتربية القوام. لأن الانحرافات والتشوهات القوامية المختلفة قد تنشأ نتيجة لإتخاذ وضع خاطئ في الوقوف أو الجلوس أو عند أداء أي حركة في مراحل النمو المختلفة تتطلب حمل أو ثقل أكثر من ناحية عن الأخرى. (14: 36)

##### تطور القوام في مرحلة التشكيل الأولى
وتشير كلاً من حياة عياد، صفاء صفاء الدين (1995م) أن هذه المرحلة تمتد من سن 4:7 سنوات، ويظهر النمو الحركى في هذه المرحلة بأن الطفل يستطيع عمل الحركات الأساسية كما ينمو التوافق والدقة في الحركة. وتكون القوة المحركة للطفل في هذه المرحلة كثيرة الحيوية حيث أنه يتداخل ويتفاعل أكثر مع المحيط الذي حولة. وتعمل المؤثرات العديدة المحركة على عدد من الإشارات في المراكز العليا في للمخ التي بدورها ترسلها لرد الفعل المحرك، وتكون الإشارات العصبية المركزية قوية في هذه المرحلة ويجد الطفل صعوبات كثيرة للاحتفاظ باعتدال معين لمدة طويلة وهذه الحقيقة ليست لتوضيح قدرة عمل العضلات في حفظ القوام فحسب إنما توضح حالة نمو النشاط العصبي. وبالنسبة للنمو البدنى يزداد طول الطفل من 6:7 سم في المتوسط كما يزداد وزنه 2 كيلو سنوياً ويحدث تغيير في نمو قوام الطفل أثناء هذه المرحلة ويلاحظ نمو الأطراف سريعاً وبالأخص الأطراف السفلى ويتبع ذلك فرد في القوام وتكون الانحناءات الفسيولوجية للعمود الفقرى واعتدال الحوض قد تكونت تماماً وهو ذو أهمية كبرى في اعتدال القوام.

##### تطور القوام في مرحلة قبل المراهقة
وتكون هذه المرحلة من سن 7:12 سنة ويكون النمو الحركى هادئ في هذه المرحلة ويمر الطفل في هذه المرحلة السنية بأحسن فترات النمو الحركى فتصبح الحركات اقتصادية وموجهة ذات هدف وتقل الحركات الغير هادفة. وفي خلال تلك الفترة يسهل عمل العضلات لإتخاذ الوضع المعتدل، كما تفيد المؤثرات التربوية في مجال تربية القوام. وبالنسبة للنمو البدنى يحدث نمو في جميع أجزاء الجسم خلال قوة الجهاز الحركى العامل ولكن لا يحدث تغيير في نسب نمو هذه الأجزاء وتصل في هذا الوقت إلى قوة نمو عريضة ويزداد طول الطفل سنوياً 5سم تقريباً ووزنه 2:3 كيلو سنوياً. (14:39,40)

#### العناية بقوام الطفل في المدرسة
المدرسة هي الفترة التي يكون فيها نمو الطفل ملحوظاً ويحتاج فيها الطفل للحركة ولكنة يجد نفسة مقيداً بالجلوس في فصلة ساعات طويلة للاستماع للدروس، وعند العودة للمنزل يجلس ليؤدى واجباتة المنزلية فيحرم الجسم من الحركة ومن الممكن أن يتعرض العمود الفقرى والقوام من جراء ذلك لبعض الانحرافات، لذلك يجب على الوالدين والمدرسة والمدرسين عموماً ومدرس التربية الرياضية خاصة العناية بالطفل في جميع مراحل النمو حتى يتحقق النمو الطبيعى. فيجب على المدرسة أن تكثر من الوقت المخصص للأنشطة الرياضية وأن يكون هناك حصص تمرينات كافية وأن تهيئ للأطفال المكان المناسب لمزاولة جميع أنواع الأنشطة الرياضية فتعد لهم حجرة جيدة للتهوية مجهزة بأدوات مشوقة ومتنوعة وملاعب واسعة وحمامات سباحة وغيرها. (14:32) 
ويرى الباحث أنه يمكن العناية بقوام التلميذ عن طريق:
- تثقيف مدرس التربية الرياضية عن طريق عقد الدورات التدريبية والتي تساهم بدورها في تعريف القوام وكيفية رفع الوعى القوامى لدى التلاميذ وبعض الإجراءات العملية لتنفيذ ذلك.
- عمل بعض مجلات الحائط من خلال التلاميذ وتحت إشراف مدرس التربية الرياضية وأخصائي الصحافة يتناول التلميذ فيها بعض العادات القوامية الخاطئة وما يقابلها من عادات قوامية صحيحة.
- التنوية في الإذاعة المدرسية بصورة دورية على كيفية حمل الحقائب بطريقة صحيحة وطريقة الجلوس والوقوف بطريقة تتناسب وإمكانات التلاميذ البدنية.
- الاهتمام بمجلس الآباء وتفعيلة وذلك لشرح مفاهيم القوام وكيفية تعامل الوالدين مع قوام التلميذ في المنزل والغذاء الصحى الذي يساهم في نمو قوام وعقلية التلميذ بطريقة صحية سليمة.
- الاهتمام بحصة التربية الرياضية وتأديتها على أكمل وجه حيث يساهم ذلك في تعديل مسار قوام التلميذ بطريقة منتظمة.
- الاهتمام بعمل بعض الأنشطة الرياضية في فترة الفسحة المدرسية وذلك للتغلب على قصر فترة درس التربية الرياضية حيث أن الطفل يحتاج إلى ساعة كل يوم تربية رياضية كما أشار عباس الرملى (1981م).
- عمل قياسات سنوية تحت إشراف مدرس التربية الرياضية على قوام التلاميذ ببعض الاختبارات البسيطة تُبرز الحالة القوامية للتلاميذ مع وجود ملف لكل تلميذ به جميع بياناتة القوامية والبدنية والصحية.
- الحركة للتلميذ هي أساس اعتدال قوامة ونموه ومن هذا المبدأ نستطيع خلق حلقة تواصل بين مدرس التربية الرياضية وباقى المدرسين عن طريق أداء بعض المواضيع الدراسية بصياغتها في شكل ألعاب. مثال على ذلك: تعليم الأرقام من 1 إلى 10 عن طريق لعبة حركية بسيطة فيساهم ذلك في تنمية حركة التلميذ وفي نفس الوقت قد تحقق هدف الحصة للمدرس الآخر.

#### مسؤلية العناية بقوام التلميذ
ترى كلاً من حياة عياد، صفاء صفاء الدين (1995م) أن مسؤلية العناية بقوام التلميذ تقع على الأتى:

##### المدرسين
- يلاحظ جميع مدرسى ومدرسات المواد المختلفة قوام الطفل باستمرار أثناء جلوسة في الحصص المختلفة وغرس العادات القوامية الصحيحة في سن مبكرة حتى يشب عليها مع تلافى العادات السيئة.
- مراعاة حالات خاصة كضعف النظر أو السمع.
- مراعاة الحالات الغير طبيعية التي يلاحظها في الطفل أثناء الدرس وتحتاج للعلاج الطبى لتحويلها للطبيب المختص.

##### الوالدين
- الاهتمام بالغذاء المناسب. -	مراعاة الملابس المناسبة وخاصة الحذاء.
- الاهتمام بالرعاية الصحية وسرعة المبادرة بالعلاج في الحالات الطارئة.
- الاهتمام بفترات الراحة (التغيير من النشاط الذهنى إلى النشاط البدنى أو فترات ترفيهية).
- تلافى العادات السيئة وما يعيق النمو الطبيعى.
- يجب أن يكون الوالدين مثلاً أعلى للقوام الجيد.
- تهيئة البيئة الصحية المناسبة من مسكن صحى ومكان ملائم للنوم والإستذكار.
- مراعاة الحالة النفسية.
- ممارسة أوجه النشاط الرياضي المحببة لهم في فترة الصيف وأيام الأجازات. (14:33,32)

##### مدرس التربية الرياضية
يؤكد مجدى الحسينى (2007م) أن مدرس التربية الرياضية هو المسؤل الذي عليه مباشرة نمو القوام الصحيح للتلاميذ فيجب العناية بهم مع مراعاة متطلبات التلميذ بدنياً لتحقيق النمو الطبيعى له. كما يجب أن يساهم كافة المدرسين المشاركين في العملية التعليمية للصغار في العناية والرعاية بقوام الأطفال عن طريق الأتى: 

###### بالنسبة للأفراد العاديين
- يجب أن يشجع التلاميذ بشتى الوسائل التي تدفعهم للاهتمام بقوامهم عن طريق نشر الوعى القوامى والرياضى من خلال وسائل الإعلام المختلفة كعرض أفلام توضح القوام الجيد ومميزاته أو عن طريق صور الأبطال مما يشوقهم ويحثهم بالعناية بالقوام وممارسة الأنشطة الرياضية.
- يجب أن يكون المدرس مثلاً أعلى للقوام الجيد يحتذى به كافة التلاميذ.
- الاهتمام بالجدول الدراسى وما يحويه من أنشطة مختلفة.
- اختيار التمرينات والأنشطة الملائمة والمناسبة للسن والقدرات والاحتياجات والميول.
- العناية بالأدوات والأجهزة وكذلك أماكن ممارسة النشاط الرياضي المناسبة.
- الاهتمام بالنشاط الخارجى سواء داخل المدرسة أو خارجها.
- إبراز الموهوبين والعناية بهم بالتدريب والتشجيع للوصول بهم إلى مستوى البطولة.
- تشجيع الإستعراضات وتقدير البطولات وتنظيم الاختبارات ومنح الشارات.
- ملاحظة قوام التلاميذ باستمرار في الوقوف والجلوس وأى حركة أخرى مع ملاحظة أي انحراف قوامى لمراعاته وعلاجه في سن مبكرة.

###### بالنسبة للأفراد الغير عاديين
- ينبغى أن تجرى في مستهل كل عام دراسى اختبارات تشمل جميع تلاميذ المدرسة وأن تصنف جميع الحالات التي تحتاج إلى عناية خاصة إلى مجموعات متجانسة وينبغى أن يتولى هذا الاختبار العناية الكافية في المدراس الابتدائية والإعدادية خاصة إذ أن احتمالات نجاح العلاج تزداد كلما كان التلميذ أصغر سناً. وأن تحفظ بطاقات الاختبارات لتكون سجلاً بحالة التلاميذ للرجوع إليها كلما اقتضت الحالة. (26:9)
- بالنسبة للحالات التي يستطيع مدرس التربية الرياضية معالجتها: أشار ياسر عابدين (2007م) أن استخدام التمرينات العلاجية الخاصة بالانحراف القوامى لكل مجموعة متجانسة بعد تحديد درجة التشوه القوامى لديهم مع إشراكهم في البرنامج العام بإستثناء التمرين الذي قد يؤدى إلى زيادة الحالة سوءاً. (39:17)
- بالنسبة للحالات المتقدمة يقوم مدرس التربية الرياضية بإتباع الأتى:
  - تحويلها إلى المختصين.
  - من الممكن الاشتراك معهم في برنامج العلاج مع مشاركة أولياء الأمور أيضاً في تنفيذ ومتابعة العلاج.
  - ممارسة أنشطة مختلفة في حدود إمكاناتهم وقدراتهم لإبراز مواهبهم وذلك لتنمية مهاراتهم في إحدى الأنشطة وتزداد ثقة الطالب بنفسه نتيجة لما يشعر به من تحسن للعمل الوظيفى لأجهزته ومقدرته على ممارسة النشاط الرياضي.
  - اكتشاف حالات الانطواء ومحاولة معالجة مشاكلهم وإدخال المرح والسرور عن طريق التمرينات المرحة المشوقة. (26:11)

#### أثر استخدام برامج الوعى القوامى على القوام
يرى مجدى محمد (1999م) أن القوام السليم يعتبر مطلباً ضرورياً وملحاً في ظل الحياة اليومية، والعادات القوامية الخاطئة من أبزر انتشار الانحرافات القوامية وتقليل كفاءة الجسم الميكانيكية، ومن ثم فإن رفع مستوى الوعى القوامى ضرورة ملحة للتصدى لهذه الظاهرة المتنامية من خلال عدة اتجاهات فكرية تتعلق بتغيير أنماط العادات القوامية المختلفة. (28:6)
ولقد أشار كلاً من محمد صبحى، محمد عبد السلام (1995م) نقلاً عن لابلاس (Laplace) ونتشولسون (Nicholson) عندما قاموا بدراسة جيدة توضح أثر الوعى القوامى على تحسين القوام، فقد قاما بدراسة على 23 فرداً من البالغين (ذكوراً وإناثاً) تتضمن إعطاء نصائح على الحالة القوامية لأفراد العينة. وفيما يلى نتائج هذه الدراسة:
1. بالنسبة لمحيط الصدر: زاد محيط الصدر لدى ثمانية أفراد، ولم يتغير في (11) فرداً، وتناقص في (4) أفراد.
2. وضع الحجاب الحاجز بالنسبة للضلوع الأولى: حدث ارتفاع لدى (10) أفراد، ولم يتغير في (4) أفراد، وإنخفض في (9) أفراد.
3. بالنسبة للحد الأقصى لانبساط الحجاب الحاجز: لدى (9) أفراد كان التغير كبيراً في الفرق بين أقصى زفير وأقصى شهيق، في حين لم يزيد هذا الفارق لدى (4) أفراد، وتناقص لدى (9) أفراد.
4. بالنسبة للسعة الحيوية: زادت في (14) حالة، ولم تتغير في (5) حالات، وتناقصت في (4) حالات.
5. بالنسبة لإستهلاك الأكسجين: زادت في (7) حالات، ولم تتغير في (8) حالات، وتناقصت في (8) حالات.
6. بالنسبة لمعدل عمق التنفس: زاد عمق التنفس في (15) حالة، ولم يتغير في (3) حالات، وتناقص في (5) حالات. كما تناقص معدل التنفس في (14) حالة، ولم يتغير في (4) حالات، وزاد في أربع حالات فقط ويلاحظ أن تناقص معدل التنفس دليل على زيادة الكفاءة.
7. بالنسبة لكفاءة الدورة الدموية: تحسنت في (14) حالة، ولم يحدث تغير في (7) حالات، وإنخفضت في حالتين فقط. (31:40-42)

#### تنمية الوعى القوامى لدى تلاميذ المدارس
ويرى مجدى محمد (1999م) أنه يمكن التوصل إلى تنمية الوعى القوامى لدى تلاميذ المدارس عن طريق:
- إحداث تغيير في معلومات ومعارف التلاميذ بأهمية الوعى القوامى، وإدراك المخاطر المتعلقة بهذا الجانب.
- مساعدة التلاميذ في المحافظة على القوام بإتباع السلوكيات السليمة التي تقى من الوقوع في مشكلات القوام الغير سليم.
- إقناع التلاميذ بضرورة التخلى عن الممارسات الغير سليمة والغير صحية التي تؤدى إلى وجود مشاكل في القوام عن طريق إحداث تغيير في العادات المرتبطة بذلك.
- الاستفادة من البرامج التي تعالج سلبيات أو تقى الفرد من المشكلات الخاصة بالقوام. (28:36)

#### تدابير هامة لرفع الوعى القوامى
ويشير محمد صبحى (1999م) أن تدابير الوعى القوامى يمكن إجمالها كالأتى:
- حث وسائل الإعلام المنظورة والمقروءة والمسموعة للعمل على نشر الوعى القوامى عن طريق حملات مقننة تستهدف جميع القطاعات، على أن يراعى في ذلك التنوع والموضوعية والتشويق في إطار علمى مدروس وموجه.
- إصدار الكتيبات والملصقات والإفلام والشرائح التعليمية والتثقيفية التي تتناول أوضاع القوام السليمة في الثبات والحركة، على أن تعد وتصمم وتعرض في أفضل إطار ممكن علمياً وفنياً.
- تنظيم المحاضرات والدورات وحلقات البحث والمؤتمرات حول ميكانيكية القوام، على أن يطلع بها أخصائيون متمرسون في هذا المجال.
- حث الجهات التعليمية (المدارس، المعاهد، الكليات) على تخصيص بعض الدروس لمناقشة المشكلات القوامية ووسائل الوقاية والعلاج، على أن يدعى إليها أولياء الأمـور أيضـاً، وفــى هذا الشأن يجب التأكيد على دور مدرس التربية البدنية في شرح أصول الجلسة في الفصل وأهمية ممارسة الأنشطة الرياضية لاكتساب عادات حركية سليمة تحافظ وتحسن من ميكانيكية القوام.
- تشجيع الدراسات والبحوث التي تتصدى للمشكلات القوامية في المجتمع، والعمل على وضع إستراتيجية قومية تستهدف القوام السليم للجميع.

في إطار التدابير السابقة يجب إستهداف الآتي:
- توضيح الفرق بين القوام السليم والقوام الردئ، وفي هذا الشأن يقترح رفع شعار «القوام السليم للجميع».
- توضيح الحصائل المتوقعة من تحسين ميكانيكية الجسم، والتي يمكن تلخيصها في الحاجات الأتية:

1. حاجات بدنية، مثل الحاجة إلى عناصر بدنية كالقوة والجلد والرشاقة، وهي عناصر لازمة للحياة اليومية.
2. حاجات نفسية، تتمثل في مدى الحاجة إلى جسم متدرب مطيع.
3. حاجات تربوية، ترمى إلى إعطاء الطفل فكرة عن اللياقة وتقديرها ثم كيفية اكتسابها.
4. حاجات اجتماعية، تشير إلى أهمية المظهر الجسمانى للجنسين وإتزانة كصفة اجتماعية.
5. حاجات اقتصادية، تتعلق بكفاية ميكانيكية الجسم كعامل مساهم في نجاح المرء في عمله.

- إبراز الحقيقة العلمية التي تشير إلى العادات القوامية الخاطئة تعتبر أبرز عوامل انتشار الانحرافات القوامية وتقليل كفاءة الجسم الميكانيكية، وضعف الوظائف الحيوية لأجهزة الجسم.
- التصدى لظاهرة الانحرافات القوامية المهنية، وهي تلك الانحرافات الناشئة عن ممارسة مهن معينة تتطلب إتخاذ أوضاع محددة لفترات زمنية طويلة. وفي ذلك يلزم نشر مفهوم التمرينات التعويضية وغيرها من التجهيزات المناسبة لهذا الغرض مثل استخدام أحذية معينة أو مقاعد بمواصفات خاصة.
- إدخال الكشف عن الانحرافات القوامية والكفاءة الميكانيكية للجسم ضمن إجراءات الكشف الدورى السنوي الشامل الذي يجرى على تلاميذ المدارس.
- إجراء دراسات وبحوث تستهدف تحديد الانحرافات القوامية المنتشرة بين فئات المجتمع وخاصة تلاميذ المدارس، وعمال المصانع. تمهيداً لوضع برامج علاجية تستهدف تقليل هذه النسب إن أمكن. (32: 164- 166)

#### علاقة القوام بالصحة
ويرى محمد عادل، محمد جابر (1997م) أن هناك علاقة بين الوضع الجيد للقوام والوظائف العضوية، فلا يمكن أن نعتبر القوام جيد بدون أن يسمح بالأداء الطبيعى للعمليات الفسيولوجية، وبخاصة التنفس والدورة الدموية والهضم والإخراج. وقد تم تقديم دليل إكلينيكى لهذا الاعتقاد، ولكن الدليل الإختبارى قليل أو نادر.
وفي هذا الخصوص ذكرت هيلليبراندت (Helleprandt) عن مفهوم التأثير الضار للانحراف القوامى على وظيفة الأمعاء، أن الموقع التشريحى للأمعاء هو معيار صحيح لكفاية سلوكها الفسيولوجى. كما أشار كاربوفيتش (Karpovich) أنه لا يوجد دليل علمى على أن تحسين الانحرافات القوامية البسيطة في الجسم تؤدى إلى تحسين معين في الأداء الفسيولوجى للجسم، فيما عدا الانحرافات القوامية الحادة. ومع ذلك فهناك بعض الأدلة على وجود علاقة بين الطمث في النساء والقوام، فقد قام هوفمان Hoffman بدراسة نتائج اختبارات قوامية على مجموعتين من النساء الأولى منها تعانى من عسر الطمث (Dysmenorrheal)، والثانية بدون ألم (بالإنجليزية: No-pain)‏، وقد وجد أن هناك اختلاف معنوى بين المجموعتين في وجهين من أوجه القوام وهما ميل الحوض للأمام أو الخلف وعدم تناسق الفخذين. (34: 21,20) 
ويرى مجدى الحسينى (2007م) أن التثقيف الصحى وتنمية الاتجاهات والعادات الصحية تساهم في وجود الخدمات الطبية والأسنان والتمريض. فالأطفال الذين يعرفون الحقائق الصحية المرتبطة بأعمارهم وسنوات الدراسة ويمارسون العادات الصحية السليمة يرغبون في أخذ فرصة أكبر لتعلم المزيد عن صحتهم. فهؤلاء الأطفال سيكونون أكثر مشاركة في تحقيق الإصلاحات الضرورية لبعض العيوب أو الانحرافات. (27: 14)

##### أثر القوام السيئ على المفاصل والعضلات والعظام
ويشير محمد صبحى، محمد عبد السلام (1995م) أن وجود التشوهات يقلل من كفاءة عمل المفاصل والعضلات العاملة في منطقة التشوه، سواء كان ذلك من الناحية الوظيفية أو الميكانيكية.
فإصابة الفرد بتشوه الالتواء الجانبى مثلاً يعرض غضاريف العمود الفقرى لحدوث ضغط على أحد جانبيه يفوق الضغط الواقع على الجـانب الأخـر. كـما أن هـذا التشـوه يصاحبـه حدوث خلل في الشدة العضلية على جانبى الجذع، فإذا كان التشوه لجهة اليمين فإن ذلك يؤدى إلى قوة وقصر عضلات الجانب الأيمن عن عضلات الجانب الأيسر، وهذا بدوره يؤدى إلى حدوث خلل وظيفى وحركى في الجسم عامة وفي منطقة وجود التشوه خاصة.
	كما أن استمرار وجود التشوه ووصوله للمرحلة التكوينية يؤدى إلى تشكيل العظام في أوضاع جديدة تلائم التشوه الموجود، فقد أثبتت بعض القياسات باستخدام أشعة إكس وجود تغيرات عظمية وغضروفية مصاحبة للتشوهات. (31: 35)
وأشار فراج عبد الحميد (2005م) أنه تقل كفاءة عمل العضلات والعظام في حالة التشوهات وكذلك الناحية الميكانيكية والوظيفية للمفاصل كما يحدث في حالة الانحناء الجانبى. لضعف عضلات جانب عن جانب آخر. وقد يحدث صداع أو قئ وإمساك بل تضعف مناعة الشخص ويقل وزنة ويشعر بالتعب بسرعة وتنخفض السعة الحيوية للرئتين مع اضطراب في الإخراج بسبب بعض التشوهات. إضافة إلى الشعور بالآم مبرحة أسفل الظهر في حالة ضعف عضلات المنطقة القطنية، ويكون أيضاً تشوه المنطقة القطنية سبباً لضعف عضلات البطن وبالتالى تتحرك الأعضاء الداخلية مما يسبب اضطراب وتقل كفاءتها. (25: 14)

##### أثر القوام السيئ على الأجهزة الحيوية
أكد محمد صبحى (1996م) أنه عندما يصاب الفرد بتشوه فإن ذلك يؤثر على الأجهزة الحيوية الداخلية للجسم، فمثلاً تشوه تجويف القطن (بالإنجليزية: Lordosis)‏ يصاحبه ضعف وإطالة في عضلات البطن يسمح للأحشاء الداخلية بالتحرك من أماكنها فيتسبب ذلك في حدوث اضطرابات عديدة في الأجهزة الحيوية الموجودة بهذه المنطقة وتقلل من كفاءتها في العمل. (32: 158)
وترى حياة عياد، صفاء صفاء الدين (1995م) أن اتصال العمود الفقرى بالضلوع التي تكون القفص الصدرى يكسب القفص الصدرى إتساعه الطبيعى للسماح للأجهزة الحيوية بداخلة كالقلب والرئتين بالعمل المنتظم وتأدية وظائفها على أكمل وجه. أما إذا إنحرف العمود الفقرى عن وضعه الطبيعى تتغير وضع الأضلاع وبالتالى يتغير إتساع الصدر فيعيق ذلك عمل الرئتين. (14: 13)

##### علاقة القوام بالأمراض
أشار محمد صبحى، محمد عبد السلام (1995م) نقلاً عن كروز (Kraus) وويبر (Weber) أن 80% من حالات الشكوى من آلام أسفل الظهر يرجع سببها إلى ضعف عضلات هذه المنطقة.
كما ثبت في دراسات أخرى أن القوام السيئ يكون مصحوباً بالقئ الدورى والإمساك وحدوث صداع مزمن عند قاع الجمجمة، كما أن القوام السيئ عند الأطفال يصاحبه القلق والتوتر وقلة الوزن والإجهاد السريع وقلة مناعة الجسم ضد الأمراض.
كما يشير كاربوفيتش Karpovich إلى أن القوام الردئ يؤدى إلى تناقص سعة الرئتين وضعف الدورة الدموية وحدوث اضطرابات معوية وعدم انتظام الإخراج.
كما أثبت جيل (Jehle) وجود علاقة بين تجويف القطن والبول الزلالى إذ لاحظ أن الأفراد في وضع الرقود يقل عندهم البول الزلالى، ومن المعروف أن تجويف القطن يقل في حالة الرقود عنه في حالة الوقوف، كما ثبت له أن البول الزلالى يزيد في وضع الوقوف، كما وجد أن استخدام حزام شد لمنطقة القطن والفرد في وضع الوقوف يصاحبه نقص في البول الزلالى. والتعليل العلمى لهذه الظاهرة هو أن التجويف القطنى يسبب احتقاناً في الدم الوريدى للكليتين، هذا وقد أثبت سون (Sonne) أن الزلال يأتى من الكلية اليسرى فقط. (31: 36)

#### مفهوم الانحراف القوامى
أشارت عزه رجب (2003م) أن القدماء المصريين قد عرفوا انحرافات العمود الفقرى وذكرو ذلك في ورق البردى وكان أبو القاسم الظواهرى وابن سينا من أشهر أطباء العرب وأول من أوضحوا أنواع الانحرافات وطرق علاجها وانحرافات العمود الفقرى هي زيادة أو نقصان عن المعدل الطبيعى لإنحناءات العمود الفقرى المسلم به تشريحياً ويعتبر انحرافات العمود الفقرى من أكثر الانحرافات انتشاراً في فترة النمو فيؤثر ذلك على تناسق الجسم، فيحدث تغيرات في تكوين أجزاء الجسم مثل القفص الصدرى وأربطة الكتف فتقل كفاءة عمل الأجهزة الحيوية كالرئتين والقلب وينعكس ذلك على الحركة فتضعف الصحة وتقل قدرة الإنسان على العمل. (23: 41)
ولقد تناول الباحثون الانحرافات القوامية بالبحث والدراسة ووضعوا لها تعريفات محددة ومواصفات معينة مثل كريك (Krik) ومايشارك (Mayshark) وهورنسبى (Hornsby) حيث حددو مواصفات القوام الردئ وتكون الرأس للأمام أو الصدر مسطح، والبطن مرتخية ومنحنى الظهر مبالغ فيه. (38:29)
ويعرف فراج عبد الحميد (2005م) القوام المشوه بأنه عدم تراص أجزاء الجسم بعضها فوق بعض أو شذوذ أي عضو من أعضاء الجسم وخروجه عن الوضع الطبيعى تشريحياً. وبعض هذه التشوهات يمكن إصلاحها وعلاجها بالتمرينات البدنية التعويضية، وبعض هذه التشوهات القوامية لا يمكن إصلاحها إلا بالتدخل الجراحى. (25:14)

#### تقسيم الانحرافات القوامية
يشير محمد صبحى، محمد عبد السلام (1995م) أنه يمكن تقسيم الانحرافات إلى:

##### الانحرافات الوظيفية
- الانحراف الوظيفى ينتج عن إخلال توازن عمل الأنسجة الرخوة، وهي العضلات والأربطة، لهذا يمكن إصلاحها بالاعتماد على التمرينات البدنية والوسائل التربوية المختلفة التي تعمل على زيادة الوعى القوامى للفرد وزيادة معارفه عن القوام الصحيح. ويطلق البعض على هذه النوعية من التشوهات البسيطة، وهي نوعية يمكن تداركها بالعلاج عن طريق التمرينات التعويضية التي تهدف إلى تحقيق الإتزان العضلى بين المجموعات المتقابلة في الجسم.
- والجدير بالذكر أنه بإستثناء الانحرافات القوامية الوراثية أو الانحرافات الناتجة عن إصابة أو مرض، فإن الانحرافات دائماً تبدأ كانحرافات وظيفية (بسيطة)، وإذا أهملت ولم تعالج في الوقت المناسب فإنها تتحول إلى انحرافات بنائية (متقدمة) يصعب علاجها، وهذا يظهر مدى أهمية اكتشاف الانحرافات القوامية فور ظهورها والعمل على سرعة علاجها قبل أن تستفحل وتمثل مشكلة قوامية مستعصية. (31:150)

##### الانحرافات البنائية
ويشير محمد صبحى (1996م) أن الانحرافات البنائية تظهرنتيجة لتعرض العظام إلى إجهادات بيوميكانيكية لمدد طويلة، مما يؤدى إلى تغير شكل العظام ذاتها، ونتيجة لذلك يتعذر إصلاح مثل هذه التشوهات بالتمرينات البدنية ويلزم التدخل الجراحى لتقويم العظام، أو قد تستخدم أنواع من الجبائر توضع لفترات زمنية طويلة.
ويطلق البعض على هذه النوعية من التشوهات اسم التشوهات المتقدمة، وهو ذلك النوع الذي يتعدى الانحراف فيه حدود التأثير على العضلات إلى التأثير على العظام نفسها بحيث يغير من وضعها أو شكلها الطبيعى. (32: 169)
ويرى الباحث أن التغير في الوضع الطبيعى للقوام ليس بالأمر الهين وإطلاق كلمة تشوه على جميع الانحرافات بنائية كانت أو وظيفية قد يراها الباحث لا تتميز بالدقة العلمية.
وبعد اطلاع الباحث على تعريفات المصطلح لكلاً من «انحراف – تشوه – اختلال» إتضح له الفرق اللغوى بين المصطلحات الثلاثة حيث تبين أن كلمة انحراف تعنى «مال» عن الوضع الطبيعى وبما أنه يوجد في جميع درجات الانحرافات القوامية ميل العضو المصاب عن الوضع الطبيعى المسلم به تشريحياً إذن يمكن أن نطلق على جميع الانحرافات وظيفية أو بنائية مصطلح الانحرافات القوامية.
والوضع يكون مختلف عن المرور بمعنى كلمة تشوه والتي تعنى «عاهة مستديمة» فكيف لعاهة مستديمة أن تعالج ببعض التمرينات العلاجية وقد نكتفى في بعض الأحيان لإصلاح الانحرافات الوظيفية لبرامج التوعية القوامية ولذلك فكلمة تشوه يراها الباحث أنها تنطبق على الانحرافات البنائية فقط، والتي يصعب علاجها وتتطلب التدخل الجراحى وقد لا نصل إلى العلاج التام فيها وبالتالى لا تنطبق كلمة تشوه على الانحرافات الوظيفية والتي يمكن علاجها تماماً ببرامج التمرينات العلاجية والتوعية القوامية.
وبما أن الانحراف الوظيفى ينتج عن إخلال توازن عمل الأنسجة الرخوة، وهي العضلات والأربطة كما أشار محمد صبحى، محمد عبد السلام (1995م) وإتفق ذلك مع تعريف المصطلح لكلمة اختلال والتي تعنى «ضعف» وعدم توازن وبذلك يمكن أن نطلق على انحرافات الدرجة الأولى والثانية مصطلح الاختلالات القوامية.
ويظهر الفرق بين الخلل والتشوه عند قيام الطفل المصاب بانحراف قوامى بالتعلق على العقلة فإذا استقام قوامة أصبح الانحراف خلل وظيفى، وإذ لم يستقيم أصبح الانحراف تشوه بنائي. حيث أن الانحراف الوظيفى يختفى أثناء وضع التعلق ولكن إذا استمر في إتخاذ الأوضاع القوامية الخاطئة ولم يتخذ الإجراءات اللازمة للعلاج، فإن الانحراف يتحول إلى المستوى البنائي. (31:167)
ومصطلح خلل قوامى تناولتة بعض المراجع العلمية حيث يرى محمد صبحى، محمد عبد السلام (1995م) أن البرامج العلاجية تصمم بغرض إصلاح الخلل الوظيفى من منطلق كون التمرينات الخاصة بإصلاح القوام تقوم بدور فعال في إصلاح هذا الخلل الوظيفى إذا كانت الظروف مواتية لذلك، أي أن الخلل مازال في مراحلة الوظيفية ولم ينتقل إلى المرحلة التكوينية المتقدمة. (31:245)
ويشير عباس الرملى وأخرون (1981م) أن الكثير من حالات الخلل القوامى تنشأ تدريجياً عن طريق إتخاذ التلميذ وضعاً خاطئاً في جلستة أو وقفتة أو أثناء المشى وغالباً هذه الأوضاع تكون غير سليمة ولا تتفق وصالح الجسم ونتيجة لاستمرار ممارسة الطفل لهذا الوضع الخاطئ يعتاد عليه ويترتب على ذلك أن تقوى بعض العضلات وتقصر في حين تطول العضلات المقابلة لها وتضعف وهنا يحدث الخلل في الإتزان العضلى الذي يسبب الخلل القوامى. (21:56)
ومن هذا المنطلق يرى الباحث أنه يمكن تقسيم الانحرافات القوامية إلى:
- اختلال قوامى: وينتج عن وجود خلل وضعف في العضلات والأربطة دون التأثير على شكل العظام ويمكن علاج هذه الاختلالات عن طريق برامج التمرينات العلاجية ويعتبر الخلل القوامى نقطة البداية للوصول إلى انحرافات بنائية عظمية يصعب علاجها بالتمرينات العلاجية وتتطلب التدخل الجراحى.
- تشوه قوامى: وينتج التشوه القوامى عن تغيير في وضع العظام المسلم به تشريحياً ويتعدى التشوه القوامى ضعف العضلات والأربطة للدخول في تغيير شكل تكوين العظام ويصعب علاج ذلك بالتمرينات العلاجية ويتطلب تدخل جراحى لإعادة شكل العظام إلى وضعها الطبيعى.

#### أسباب الانحرافات القوامية
يرى جاكى (Jaeki) (1996م) أن هناك أسباب تؤدى إلى حدوث الانحرافات القوامية ومن أهم هذه الأسباب ما يلى:
- التعب العضلى والإرهاق الدائم.
- المشاكل الانفعالية (كالضغوط والاكتئاب).
- مشاكل الإبصار.
- الوزن الزائد، الهزال والنحافة.
- مشاكل القدمين والأحذية الغير مناسبة.
- الضعف العقلى وعدم الإتزان العضلى.
- التغذية الغير سليمة.
- الأوضاع القوامية الخاطئة والتي تعود عليها أثناء المشى والوقوف والجلوس.
- إصابة العضلات والأربطة والمفاصل والأوتار.
- أمراض الكساح ولين العظام وممارسة الرياضة بصورة خاطئة. (50: 20)

هناك بعض الأسباب الأخرى التي تؤدى إلى حدوث الانحرافات القوامية:

##### الإصابة
يرى فراج عبد الحميد (2005م) أن الإصابات التي تصيب العظام أو العضلات أو الأربطة أوالمفاصل تسبب اختلال في إتزان الجسم فيضطر بشكل تعويضى لحفظ الإتزان فيقوى جزء على حساب جزء آخر وبطول فترة الإصابة يتخذ الجسم شكل مختلف عن الوضع الطبيعى والتشريحى فيحدث التشوه كما يحدث الانحناءات الجانبية أو الضعف في السمع أو البصر يضطر الشخص إلى اتخاذ وضع معين بالجسم ليدقق السمع أو البصر ويستمر هذا الوضع مما يسبب تعود الجسم على الوضع الجديد سواء بالانحناء أو الميل فيصبح تشوهاً يعتاد عليه الشخص. (25:15)

##### الأمراض
أشار كلاً من محمد صبحى، محمد عبد السلام (1995م) أن هناك من الأمراض ما يؤدى إلى ضعف العظام والعضلات، وكذلك نقص مدى الحركة، مما يؤدى إلى اختلال توازن القوى الميكانيكية العاملة على المحافظة على القوام، وبالتالى يصبح عرضة للتشوه.
عضلة مقابلة لعضلة أخرى مشلولة، تأخذ في القصر تدريجياً وتسحب معها العظمة المتصلة بها فتخرجها عن وضع الاستقامة الطبيعى المطلوب للمحافظة على الوضع الجيد.
ومن أمثلة هذه الأمراض:
- الكساح أو لين العظام Rickets.
- تدرن العظام Tuberculosis of bones.

هذه الحالات غالباً تؤدى إلى مشاكل قوامية حادة، وللأسف التمرينات العلاجية محدودة الأثر في هذه الأحوال، حيث يصبح التدخل الجراحى حتمياً لإصلاح مثل هذه التشوهات التي قد تحتاج إلى إطالة أو إلى تقصير أوتار عضلية معينة أو إصلاح شكل عظمة معينة.(31:152,151)

##### العادات القوامية
ويرى محمد صبحى (1996م) أن القوام كغيره من الأنشطة الروتينية اليومية الأخرى مثل طريقة القوام أو الأكل أو المشى أو حتى أوضاع النوم، كل هذه العادات تتكون في السنوات المبكرة من العمر.
ومما لا شك فيه أن أفراد العائلة والمدرسين يمثلون قدوة يحتذى بها الأطفال، وبالتالى فإن تأثرهم بهم وارد إلى حد كبير، وذلك في تكوين عاداتهم القوامية. (32:172)

##### المهنة
من المهن ما يعتمد على استخدام جانب واحد من جانبى الجسم، مما يؤدى إلى تحميل وزن الجسم على ذلك الجانب لفترات زمنية طويلة، وهناك مهن أخرى تتطلب الجلوس في أوضاع معينة لمدة طويلة أيضاً، أو الوقوف لفترات زمنية طويلة يومياً. وهذه المهن تؤدى إلى الإصابة بالانحرافات القوامية، ومثال ذلك الحلاق وعسكرى المرور وطبيب الأسنان وجنود الحراسة. يقفون لفترات زمنية طويلة مما يعرضهم للإصابة بتسطح القدمين. كما أن الموظفين العاملين في دواوين الحكومة أو المؤسسات وتتطلب أعمالهم المكتبية الجلوس على مكاتبهم لست أو سبع أو ثمان ساعات يومياً مما يعرضهم لتشوهات استدارة المنكبين (الكتفين) (بالإنجليزية: Round Shoulders)‏، أو تحدب الظهر (بالإنجليزية: Kyphosis)‏، هذا بالإضافة إلى آلام منطقة أسفل الظهر. (31:153)
وترى حياة عياد، صفاء صفاء الدين (1995م) أن الانحرافات القوامية تنشأ من نوع العمل المهنى فالعامل الذي يعتاد على حمل أكياس ثقيلة على كتف واحد كل يوم فتنخفض هذه الكتف، وعنق الكاتب تنحنى لضرورة إمالة رأسه أثناء قيامه بعمله تؤدى إلى انحرافات في منطقة الظهر. (14: 24)
ويضيف فراج عبد الحميد (2005م) أن مستخدمى الآلة الكاتبة أو الكمبيوتر أو الترزى يصابون بانحرافات تقوس الظهر أو سقوط الرأس للأمام نتيجة للانحناء للأمام وكذلك لاعب الملاكمة أو ركوب الخيل. (25:15)

##### الضعف العضلى
من الواجب أن تكون العضلات والأعصاب في حالة جيدة حتى تقوم بوظائفها على خير وجه وحتى تنشط النغمة العضلية والتوافق العصبي العضلى. فلا يستطيع الفرد الاحتفاظ بقامة معتدلة إلا إذا بذل في أول الأمر جهداً عقلياً ومركزاً وذلك لأن التدريب على انتصاب القامة يحتاج إلى قوة وجلد حتى تصبح عادة يرتاح عليها الفرد. وتعد التمرينات الرياضية علاجاً للقوام الردئ لأنها تنمى حاسة اعتدال القوام. (14:25)
وأشار محمد صبحى، محمد عبد السلام (1995م) أن مشكلة ضعف العضلات تعتبر من الأسباب الشائعة للإصابة بالانحرافات القوامية، وذلك لسببين رئيسيين هما:
- الاحتفاظ بوضع معين للجسم يتطلب بالدرجة الأولى توازن القوى العضلية في مقابل قوى الجاذبية الأرضية، وضعف العضلات يقلل من كفاءتها في القيام بهذه الوظيفة.
- العضلات الضعيفة سريعة التعب وبالتالى تترك العمل للأربطة من أجل توفير الطاقة، وهذا يؤدى إلى انحراف القوام من ناحية، وإلى ضعف الأربطة من ناحية أخرى. (31:153)

##### الوراثة
ويؤكد مجدى الحسينى (2007م) أن معالم القوام البشرى يبدأ منذ لحظة تكوينة نطفة في رحم أمه بكل ما يحمله من صفات وراثية حملها بالتساوى من أبواه. وطوال فترة الحمل يبدأ قوام الجنين بالتشكيل معتمداً على العديد من العوامل المختلفة والمؤثرة في تشكيل قوامه كالغذاء وما يحمله من عناصر هامة لاكتمال نموه ودورة دموية سليمة ونشطة ومساحة كافية في رحم أمه ودم خالى من السموم المتمثلة في الهرمونات الضارة بصحة الجنين كالأدرينالين الذي يفرزه جسم الأم في حالات الغضب والضيق والعقاقير بصورة عامة وكذلك الإشعاعات الضارة التي تتعرض لها الأم كل ذلك يؤثر على قوام الجنين وصحتة. (26:47)
وأشار فراج عبد الحميد (2005م) أنه حينما لا تهتم الحامل بصحتها والتي يرافقها بالطبع صحة الجنين فيولد الطفل ناقص التكوين وضعيف البنية ومشوهاً في بعض أعضاء أجزاء الجسم. (25:15)
وكذك يؤثر عدم اعتناء الحامل بقوامها أو تناولها بعض العقاقير الضارة للتكوين الطبيعى للطفل دون استشارة الطبيب على قوام الجنين ومن ثم إصابتة بالكثير من التشوهات. (14:23)

##### النواحى النفسية
ويرى محمد صبحى، محمد عبد السلام (1995م) أن النواحى النفسية تلعب دوراً هاماً في تشكيل القوام، فالطفل الخجول المنطوى والمنعزل غالباً ما يصاب بالعديد من التشوهات القوامية، وكثير من التشوهات البدنية تكون انعكاساً لبعض المتاعب النفسية أو الاضطرابات الانفعالية في الشخصية، فسقوط الرأس أماماً (بالإنجليزية: Dropped head)‏، وتحدب الظهر (بالإنجليزية: Kyphosis)‏، واستدارة الكتفين (بالإنجليزية: Round Shoulders)‏ لدى بعض الفتيات أثناء مرحلة البلوغ ترجع إلى الخجل وعدم الثقة بالنفس وبعض العادات والتقاليد البالية.
خذ مثلاً، عند نمو الثديين لدى البنات وبروزهما أثناء فترة المراهقة تشعر الفتيات في بعض البيئات ونتيجة لبعض المعتقدات الخاطئة بالخجل من شكلها، مما يجعلها تحاول إخفاء الثديين أو التقليل من بروزهما عن طريق زيادة تحدب الظهر. ومع استمرار هذا المعتقد وهذه العادات الخاطئة تصاب بتشوه تحدب الظهر. كما أن الخجل وضعف الثقة بالنفس قد يجعل المراهق حريصاً على خفض رأسه لأسفل مما يعرضة للإصابة بسقوط الرأس أماماً، والشئ الغريب أننا نصف المراهق الدائم النظر لأسفل بأنه مهذب ولا يرفع عينيه إلى من يخاطبه.
ومن خلال الملاحظات اليومية البسيطة يمكن إدراك العلاقة بين الحالة النفسية للفرد وسماته الشخصية وبين قوامه، سواء الديناميكى (أثناء الحركة) أو الإستاتيكى (أثناء الثبات). حيث نادراً ما يتواجد شخص يمتاز بالثقة العالية في النفس ومصاب بأي تشوهات قوامية، والعكس صحيح أيضاً.
لهذا يلزم قبل البدء في علاج أي تشوه قوامى البحث أولاً عن الأسباب الحقيقية لهذا التشوه، ففى مثل الحالات السابق ذكرها لن تفعل التمرينات كثيراً ما لم تصاحب بمعالجة نفسية.

##### الأدوات الغير مناسبة
يوجد الكثير من الأدوات والإمكانات والأجهزة غير مناسبة للفرد، وهي أحد المسببات الكبرى في حدوث التشوهات القوامية. منها على سبيل المثال:
- الأثاث المنزلى، المقاعد، المراتب الإسفنجية المرنة، المكاتب.إلخ.
- السيارات ووسائل النقل. من حيث مقاعدها وعدم مناسبتها لحجم الجسم بما في ذلك عدم قابليتها للتعديل لتوافق مقاييس الجسم، عجلة القيادة ومدى بعدها أو قربها من السائق.إلخ.
- الملابس، الأحذية الضيقة والأحزمة، والكعب العالي والمشدات عند السيدات.إلخ.
- أجهزة التدريب الرياضي من حيث مناسبتها وعوامل الأمن والسلامة فيها وخاصة لصغار السن. (31:155,154)

##### التغذية
للتغذية علاقة وطيدة بحدوث التشوهات القوامية حيث أن الغذاء المتكامل يقوى العظام والمفاصل والعضلات ويستطيع تحمل وزن الجسم ضد مقاومة الجاذبية ومقاومة الأحمال والأثقال مما يساعد الجسم على حمايتة من حدوث التشوهات (25:16)
بينما سوء التغذية يؤثر على عضلات الجسم وتفقد العضلات قوتها التي تمكن الفرد من أن ينتصب معتدلاً، فإذا زادت التغذية عن مقدارها اللازم فإنها تؤدى بمرور الوقت إلى السمنة الزائدة عن الحد وتؤثر نتيجة لثقل الجسم على بعض الأجزاء مثل القدم وتؤدى بها إلى التفلطح لعدم قدرتها على حمل الجسم، كما ينتج عن سوء التغذية الكثير من الأمراض مثل الكساح ولين العظام وضعف العضلات. (14:25)

##### نوعية الملابس والأحذية
الملابس الضيقة تعوق الجسم عن الحركة بطبيعتها ولأقصى مداها مما يعود الجسم على التحرك بشكل محدود فيسبب ذلك إتخاذ الجسم وضع غير مناسب فيسبب قوام غير سليم، كمشدات الصدر للسيدات وكذلك الأحذية الضيقة أو ذو الكعب العالي فتضطر السيدة إلى تغير وضع جسمها لحفظ الإتزان فيؤدى إلى تشوه في منطقة القطن بالعمود الفقرى. (25:16)

##### البيئة التي يعيش فيها الفرد
مثل مقاعد الدراسة التي لا تتناسب مع أحجام التلاميذ في حجرة الدراسة أو مكان إستذكار دروسه في البيت. كذلك الضوء الغير كافى، وغيره له تأثيره الضار على قوام الطفل.

##### التعب والإرهاق
يؤدى الإرهاق سواء عقلياً أو جسمانياً إلى بعض الانحرافات القوامية، لأن العضلات المتعبة بحالة الضعف التي عليها لا تعمل كما يجب، وتحدث تغير في العظام ويمتد أثرها كذلك إلى المفاصل فتحد من حركتها. (14:24، 25)
وكذلك العضلات الضعيفة والمرهقة لا تستطيع تحمل الوزن أو الثقل التي تحمله وبالتالى يتسبب ذلك في حدوث الانحناءات والتشوهات. (25:16)

##### النمو السريع
إن بعض أعضاء الجسم قد تنمو في فترة المراهقة أسرع من غيرها مما يترتب عنه إخفاق الفرد في الاستعمال الصحيح لأجزاء جسمه وعدم اعتدال قوامه.
وحيث أن الجسم يتكون من عدة أجهزة مختلفة منها الجهاز العضلى، وبما أن أجهزة الجسم جميعها تخضع للجهاز العصبي، فيرسل الجهاز العصبي إشارات إلى العضلات فتنقبض محركة العظام وبهذه الوسيلة يتحرك الجسم فينمو من خلال هذه الحركة وأى عامل منها كانت ضآلته يعوق الجسم عن الحركة ويعوقه بالتبعية عن النمو الطبيعى.
ويجب أن يتعامل الجميع على تهيئة الفرص للطفل كى ينمو نمواً طبيعياً بإبعاد كل المؤثرات التي من شأنها إعاقة عملية النمو. (26:44)

#### تصنيف الانحرافات القوامية
ويشير محمد صبحى، محمد عبد السلام (1995م) أنه يمكن التعرض للانحرافات القوامية على أساس المستوى الفراغى الذي تحدث فيه، أو على أساس جزء الجسم أي يمكن تصنيف الانحرافات التي تحدث في المستوى الأمامى والمستوى الجانبى والمستوى الأفقى. (انظر شكل رقم 7)

##### الانحرافات التي تحدث في المستوى الأمامى (المحور السهمى)
هذه الانحرافات عبارة عن درجة من الدوران حول المحور السهمى هي:
- ميل الرأس للجانب.
- سقوط الكتف.
- الانحناء الجانبى (الالتواء الجانبى).
- سقوط الحوض للجانب.
- اصطكاك الركبتين.
- تقوس الساقين.

##### الانحرافات التي تحدث في المستوى الجانبى (المحور العرضى)
تتضمن الانحرافات درجات من الدوران لجزء من الجسم حول المحور العرضى وهي:
- سقوط الرأس.
- تحدب الظهر.
- تقعر القطن.
- دوران الحوض.
- المد الزائد في الركبة.
- الانحرافات التي تحدث في المستوى الأفقـى (المحور الرأسى).

تتضمن الانحرافات دوران جزء من الجسم حول المحور الرأسى وهي:
- التفاف الرأس.
- استدارة الكتفين (المنكبين).
- دوران القدم للداخل والخارج. (31:156,155)

ويرى محمد عبد الحميد (1998م) أن الحكم على عيوب القوام والشخص مرتد ملابسه العادية لا تعطى صورة واضحة لحقيقة العيوب، فالملابس تخفى تحتها كل شئ تقريباً والحكم الظاهرى لا يكون مطابقاً للواقع، ولذا لابد أن يجرد الفرد من ملابسه، ويكتفى بشورت قصير، وأن يكون عارى القدمين، والأجزاء الهامة التي يجب أن نركز عليها ونكشف الأخطاء التي بها هي الآتى ذكرها:
- الرأس والرقبة: ميل الرأس جانباً - سقوط الرأس أماماً وخلفاً - مدى القصر في المنطقة العنقية.
- القطن: التقعر القطنى - الظهر المستدير - الانحناء الجانبى.
- الظهر (عظمتى اللوحتين) - عظمة اللوح الجانحة - ميل عظمة اللوح للجانب - ارتفاع عظمة اللوح لأعلى.
- الصدر: الصدر المفلطح - الصدر الحمامى - الصدر القمعى.
- الحوض: ميل الحوض للأمام - ميل الحوض للخلف - ميل الحوض للجانب.
- الكتف: مندفع لأعلى - سقوط الكتف - استدارة الكتفين للداخل.
- الذراع: زيادة في مدى المفصل - انثناء المفصل - الثبات في وضع الكب أو البطح.
- اليد: اليد الساقطة - يد القرد - اليد المخلبية.
- الرجلين: اصطكاك الركبتين.
- القدم: القدم المفلطحة - تشوه القدم مع اتجاه الأصابع لأسفل - تشوه القدم مع اتجاه الأصابع لأعلى - تشوه القدم مع اتجاه الأصابع للداخل - تشوه القدم المنحنية للداخل - انحناء القدم للداخل - القدم المخلبية - انحراف إبهام القدم للوحشية. (انظر شكل رقم 8) (33:106-108)

#### بعض الانحرافات القوامية

##### سقوط الرأس للأمام Forward Head
في هذا التشوه تنقبض مفاصل الرقبة، وتندفع الرأس للأمام ولأسفل (انظر الشكل رقم 9) الذي يتضمن:
- (A): الوضع الطبيعى Normal
- (B): سقوط الرأس للأمام Forward head
- (C): تقعر العنق Cervical lordosis

ترى إقبال رسمي (2007م) أن انحرافات الرأس والرقبة مختلفة منها (ميل الرأس للأمام مع انثناء الرقبة) انظر شكل رقم (9B) ويؤدى هذا التشوه إلى:
- ضعف العضلات خلف الرقبة فتطول.
- قصر العضلات والأربطة الأمامية المقابلة للعضلات والأربطة الخلفية، ينتج عن ذلك عدم توازن المنطفة العنقية. (9:136)

##### سقوط الكتفين Low Shoulders
يعتبر تشوه سقوط أو انخفاض الكتفين أحد التشوهات التي يمكن أن تصيب الفرد نتيجة لعوامل نفسية، وهو عند النساء أكثر انتشاراً مقارنة بالرجال (انظر الشكل رقم10).
وقد يأتى هذا التشوه في أحد الكتفين فقط، وعادة ما يكون مصحوباً بحدوث انحراف في الرأس، وغالباً ما ينتج انخفاض أحد الكتفين عن بعض العادات المهنية التي تتطلب استخدام جانب واحد من الجسم، وتحدث مصحوبة بYنحراف الرأس في اتجاهين أساسيين هما:
- انخفاض الكتف الأيسر مصحوباً بانحراف الرأس لليمين Low left shoulder – right head deviation.
- انخفاض الكتف الأيمن مصحوباً بانحراف الرأس لليسار Low right shoulder – left head deviation.

ويعتمد أسلوب علاج هذه التشوهات على تقوية عضلات الكتف والرقبة وإطالة عضلات الجذع.
الزاوية المناسبة للكتفين 140 درجة، وفي زيادتها عن هذا القدر يصاب الفرد بما يسمى بالكتف المعلق كما أن في انخفاضها عن هذا المعدل يصاب الفرد بما يسمى سقوط الكتف. (31:163,162)

##### استدارة الكتفين Round Shoulders
في هذا الانحراف تأخذ عظمتا اللوح Scapulae وضع القبض Abducatin ويزداد المنحنى الصدرى thoracic curve.(انظر الشكل رقم 11). ودائماً ما تنجح برامج التمرينات القوامية في تصحيح هذه الحالة، إلا في أن تكون الأسباب راجعة إلى خلل في أبعاد العظام كقصر عظام الترقوة clavicles أو زيادة حجم القفص الصدرى. في هذه الحالات لا تؤثر التمرينات العلاجية إلا في حالة إصلاح هذه المشكلات العظمية. وغالباً ما يكون هذا التشوه مصحوباً بسقوط الرأس للأمام.
وعادة ما يكون هذا التشوه مصحوباً باستدارة الظهر Round back نتيجة لضعف عام في عضلات أعلى الظهر بكاملها مقابل قصر وقوة في عضلات الصدر وخاصة العضلة الصدرية العظمى والعضلة الصدرية الصغرى. (31:166)

##### الانحناء (الالتواء) الجانبى Scoliosis
يرى كارولا Carola وأخرون (1990م) أن الانحناء الجانبى هو ميل العمود الفقرى لأحد الجانبين، يصاحبه طول وضعف في العضلات جهة التحدب وقصر وانقباض العضلات جهة التقعر (44:138)
وإتفق كلاً من عبد الرحمن عبد الحميد (1998م)، كلاودين Claudine (1998م) على أهم التغيرات الناتجة عن الانحناء الجانبى.
- ارتفاع أحد عظمتى اللوح عن الأخرى وبروزها للخارج.
- ارتفاع الكتف جهة التحدب عن الكتف الأخرى.
- تغير في زوايا الضلوع وبروزها خلفاً جهة التحدب وتصبح مسطحة جهة التقعر.
- طول وضعف العضلات جهة التحدب وقصر العضلات جهة التقعر.
- ضيق القفص الصدرى وضعف في التنفس مع قلة حجم الهواء في الدقيقة الواحدة.
- دوران ولف في فقرات العمود الفقرى مع تباعدها جهه التحدب وبروز الأقراص الغضروفية جهة التقعر.
- قد يصاحب هذا الانحراف تغير نسبى في الوضع المكانى للرئتين والقلب.
- تغير في زاوية ميل الحوض (انظر شكل رقم 12). (22:36)، (43:382)

##### استدارة أعلى الظهر Round Upper back
يعرف هذا التشوه باسم تحدب الظهر (بالإنجليزية: Kyphosis)‏ (انظر الشكل رقم 13) ويعرف جيلين Glenn وأخرون (2001م) أنه عبارة عن زيادة في الانحناء العلوى للظهر بمعنى أن التحدب الطبيعى في المنطقة الظهرية يحدث به زيادة غير عادية للخلف. (49:174)
ويرى محمد صبحى، محمد عبد السلام (2003م) أنه في هذه الحالة تقصر عضلات الصدر بينما تطول عضلات الظهر وتضعف وإذا طالت مدة بقاء هذا الانحناء تتشكل الفقرات تبعاً له ويصبح سمكها من الأمام أقل من سمكها من الخلف. يستدير الظهر وتبرز الذقن للأمام ويتسطح القفص الصدرى وتطول عضلات الظهر وتضعف يصاب الكتفان بالاستدارة ويتباعد اللوحان وتقل المرونة في العمود الفقرى والقفص الصدرى، مما يؤثر على التنفس. (انظر شكل رقم 13) (30:163)

##### الظهر المسطح Flat Back
في هذا التشوه تزداد زاوية ميل الحوض للخلف، وبالتالى تقل درجة تقعر القطن عن التقعر الطبيعى. (انظر الشكل رقم 14).من الناحية الميكانيكية يمكن أن يؤدى هذا التشوه إلى تقليل كفاءة العمود الفقرى في امتصاص الصدمات ويصاحب هذا التشوه قصر في عضلات خلف الفخذ وإطالة في العضلات القابضة للفخذين.
في هذا التشوه يختفى التقعر الموجود في منطقة القطن، حيث يصبح الظهر بكامله مسطحاً، واختفاء تقعر القطن راجع إلى دوران الحوض للخلف (دوران لأعلى)، وهو معاكس تماماً لما يحدث في تشوه تقعر القطن (بالإنجليزية: Lumber lordosis)‏ حيث يحدث استدارة في الحوض للأمام (دوران لأسفل). (31:165)

##### تقعر القطن Lumber Lordosis
هذا الانحراف عبارة عن زيادة كبيرة في التقعر القطنى، وينتج من ميل الحوض للأمام. (انظر الشكل رقم 15).
وغالباً ما يصاحب هذا التشوه تشوه آخر وهو تحدب الظهر حيث يؤدى كل تشوه منهما إلى الآخر كنوع من التعويض للاحتفاظ بمركز ثقل الجسم داخل قاعدة الارتكاز.
من ناحية أخرى قد يؤدى تقعر القطن إلى البسط الزائد في الركبتين (بالإنجليزية: Hyperextension)‏.
كما أن زيادة التقعر القطنى يعنى تقارب الحواف الخلفية للفقرات مما يضيق الفراغ الذي تمر فيه الأعصاب فيسبب ذلك نوعا من الألم نتيجة للضغط على هذه الأعصاب، وغالباً ما
يمتد الألم ليظهر في أماكن أخرى غالباً ما تكون الرجلين (انظر الشكل رقم16) الذي يوضح فيه مك كينزى (McKenzie) خط سير الألم من منطقة القطن إلى الرجل. (31:173)

##### اصطكاك الركبتين Knock – Knees
يرى ياسر عابدين (2007م) أن التغيرات العضلية والمفصلية والعظمية التي تحدث للركبة بسبب هذا الانحراف الأتى:
- استطالة وضعف العضلات والأربطة الداخلية للركبة.
- قصر العضلات والأربطة الخارجية للركبة. (انظر شكل 17 ب)

طريقة الكشف عن التشوه:
- إذا وقف المريض وتلامست الركبتان تتباعد القدمان بحوالى من 2 إلى 20 بوصة.
- إذا ضم المريض قدميه تتقاطع الركبتان.
- يختفى الانحراف في حالة ثنى الركبتين.
- تصبح المشية متخبطة وركيكة. (39:125,124)

##### تقوس الساقين Bowlegs
عظم الفخذ يميل إلى الداخل ابتداء من تمفصله مع الحوض وذلك لكى تقع نقطة الارتكاز عند مفصل الركبة أقرب ما تكون تحت مركز ثقل الجسم، إن درجة ميل عظم الفخذ للداخل تعرف بزاوية الميل. وعادة ما يمر خط تحميل الوزن إلى الوحشية قليلاً بالنسبة لمركز كل ركبة، في حالة تقوس الساقين يمر خط ثقل الجسم بالجهة الأنسية بالنسبة لمركزى الركبتين، أما في حالة تشوه اصطكاك الركبتين فيحدث العكس حيث يمر خط الثقل الكلى للجسم إلى الوحشية من مركز الركبة وفي كلتا الحالتين تتولد عزوم دورانية لوزن الجسم حول المحور السهمى للركبة مما يؤدى إلى وقوع إجهادات بيوميكانيكية على الأربطة الجانبية، ويتعرض الغضروف إلى ضغوط زائدة مما يجعل مفصل الركبة أكثر عرضة للإصابة. (انظر شكل 17 أ) (31:183,182)

##### القدم المفلطحة Flat Foot
المقصود بالقدم المفلطحة هو هبوط في الحافة الإنسية للقوس الطولى للقدم، وقد يكون ارتفاع هذا الجانب من القوس شديداً، وقد يكون هذا الارتفاع متوسطاً وهذه حالة القدم العادية، وقد ينخفض إلى درجة التسطح (بالإنجليزية: Flatness degree)‏ حيث يلامس الجانب الأنسى للقدم الأرض عند الوقوف. وهذه (الثالثة) هي حالة تفلطح القدم التي نتحدث عنها هنا. شكل (18). الشكل رقم (18) يوضح الفرق بين القوس المتوسط الارتفاع والقوس المسطح. (31:185)